# UEFA Champions League 2000–01
UEFA Champions League 2000–01 là mùa giải thứ 46 của UEFA Champions League, giải đấu bóng đá cấp câu lạc bộ hàng đầu châu Âu của UEFA, và là mùa giải thứ chín kể từ khi giải được đổi thương hiệu từ "Cúp C1 châu Âu". Bayern Munich là đội vô địch giải đấu (lần đầu tiên kể từ năm 1976), đánh bại Valencia 5–4 trên chấm luân lưu sau khi hòa 1–1 sau hiệp phụ. Đây là danh hiệu UEFA Champions League đầu tiên của họ và là danh hiệu Cúp C1 châu Âu thứ tư. Đây là thất bại ở trận chung kết thứ hai liên tiếp của Valencia sau trận thua trước Real Madrid ở mùa giải trước. Vòng đấu loại trực tiếp chứng kiến Bayern loại hai nhà vô địch Champions League trước đó, Manchester United và Real Madrid, giành chiến thắng cả bốn trận đấu. Trong khi đó, Valencia đánh bại các đội bóng Anh Arsenal và Leeds United ở vòng đấu loại trực tiếp trên đường đến trận chung kết.
Trận chung kết năm 2001 chứng kiến cuộc đối đầu của hai đội lọt đến chung kết đã để thua ở hai mùa giải trước, Bayern Munich thua trước Manchester United ở trận chung kết năm 1999 và Valencia thua trước Real Madrid ở trận chung kết năm 2000.
Real Madrid là đương kim vô địch, nhưng đã bị loại bởi Bayern Munich ở vòng bán kết, đội sau đó lên ngôi vô địch.

## Vòng loại

### Vòng loại thứ nhất
| Đội 1                   | TTS     | Đội 2             | Lượt đi | Lượt về      |
| ----------------------- | ------- | ----------------- | ------- | ------------ |
| Birkirkara              | 2–6     | KR                | 1–2     | 1–4          |
| F91 Dudelange           | 0–6     | Levski Sofia      | 0–4     | 0–2          |
| Haka                    | 2–2 (a) | Linfield          | 1–0     | 1–2          |
| KÍ Klaksvík             | 0–5     | Red Star Belgrade | 0–3     | 0–2          |
| Total Network Solutions | 2–6     | Levadia Maardu    | 2–2     | 0–4          |
| Shirak                  | 2–3     | BATE Borisov      | 1–1     | 1–2          |
| Skonto                  | 3–5     | Shamkir           | 2–1     | 1–4 (s.h.p.) |
| Sloga Jugomagnat        | 1–2     | Shelbourne        | 0–1     | 1–1          |
| KF Tirana               | 4–6     | Zimbru Chişinău   | 2–3     | 2–3          |
| FBK Kaunas              | 4–3     | Brotnjo           | 4–0     | 0–3          |

### Vòng loại thứ hai
| Đội 1             | TTS | Đội 2            | Lượt đi | Lượt về      |
| ----------------- | --- | ---------------- | ------- | ------------ |
| Anderlecht        | 4–2 | Anorthosis       | 4–2     | 0–0          |
| Beşiktaş          | 2–1 | Levski Sofia     | 1–0     | 1–1          |
| Brøndby           | 3–1 | KR               | 3–1     | 0–0          |
| Dinamo București  | 4–7 | Polonia Warsaw   | 3–4     | 1–3          |
| Rangers           | 4–1 | FBK Kaunas       | 4–1     | 0–0          |
| Haka              | 0–1 | Inter Bratislava | 0–0     | 0–1 (s.h.p.) |
| Helsingborg       | 3–0 | BATE Borisov     | 0–0     | 3–0          |
| Red Star Belgrade | 4–2 | Torpedo Kutaisi  | 4–0     | 0–2          |
| Shakhtar Donetsk  | 9–2 | Levadia Maardu   | 4–1     | 5–1          |
| Slavia Prague     | 5–1 | Shamkir          | 1–0     | 4–1          |
| Shelbourne        | 2–4 | Rosenborg        | 1–3     | 1–1          |
| Sturm Graz        | 5–1 | Hapoel Tel Aviv  | 3–0     | 2–1          |
| Zimbru Chişinău   | 2–1 | Maribor          | 2–0     | 0–1          |
| Hajduk Split      | 2–4 | Dunaferr         | 0–2     | 2–2          |

### Vòng loại thứ ba
| Đội 1            | TTS     | Đội 2             | Lượt đi | Lượt về      |
| ---------------- | ------- | ----------------- | ------- | ------------ |
| Tirol Innsbruck  | 1–4     | Valencia          | 0–0     | 1–4          |
| Zimbru Chişinău  | 0–2     | Sparta Prague     | 0–1     | 0–1          |
| Brøndby          | 0–2     | Hamburg           | 0–2     | 0–0          |
| Helsingborg      | 1–0     | Internazionale    | 1–0     | 0–0          |
| Beşiktaş         | 6–1     | Lokomotiv Moscow  | 3–0     | 3–1          |
| Inter Bratislava | 2–4     | Lyon              | 1–2     | 1–2          |
| Anderlecht       | 1–0     | Porto             | 1–0     | 0–0          |
| Herfølge         | 0–6     | Rangers           | 0–3     | 0–3          |
| Dynamo Kyiv      | 1–1 (a) | Red Star Belgrade | 0–0     | 1–1          |
| Polonia Warsaw   | 3–4     | Panathinaikos     | 2–2     | 1–2          |
| Leeds United     | 3–1     | 1860 Munich       | 2–1     | 1–0          |
| Sturm Graz       | 3–2     | Feyenoord         | 2–1     | 1–1          |
| Dunaferr         | 3–4     | Rosenborg         | 2–2     | 1–2          |
| St. Gallen       | 3–4     | Galatasaray       | 1–2     | 2–2          |
| Milan            | 6–1     | Dinamo Zagreb     | 3–1     | 3–0          |
| Shakhtar Donetsk | 2–1     | Slavia Prague     | 0–1     | 2–0 (s.h.p.) |

## Vòng bảng thứ nhất
16 đội thắng từ vòng loại thứ ba, 10 đội vô địch từ các quốc gia hạng 1–10 và 6 đội đứng thứ hai từ các quốc gia hạng 1–6 được bốc thăm vào tám bảng gồm bốn đội mỗi bảng. Hai đội đứng đầu ở mỗi bảng đi tiếp vào vòng bảng thứ hai và đội đứng thứ ba ở mỗi bảng đi tiếp vào vòng 3 của Cúp UEFA 2000–01.
Deportivo La Coruña, Hamburg, Heerenveen, Helsingborg, Leeds United, Lyon và Shakhtar Donetsk có lần đầu tiên xuất hiện ở vòng bảng.

### Bảng A
| VT | Đội              | ST | T | H | B | BT | BB | HS  | Đ  | Giành quyền tham dự           |  | RM  | SPA | LEV | SCP |
| -- | ---------------- | -- | - | - | - | -- | -- | --- | -- | ----------------------------- |  | --- | --- | --- | --- |
| 1  | Real Madrid      | 6  | 4 | 1 | 1 | 15 | 8  | +7  | 13 | Đi tiếp vào vòng bảng thứ hai |  | —   | 1–0 | 5–3 | 4–0 |
| 2  | Spartak Moscow   | 6  | 4 | 0 | 2 | 9  | 3  | +6  | 12 | Đi tiếp vào vòng bảng thứ hai |  | 1–0 | —   | 2–0 | 3–1 |
| 3  | Bayer Leverkusen | 6  | 2 | 1 | 3 | 9  | 12 | −3  | 7  | Chuyển qua Cúp UEFA           |  | 2–3 | 1–0 | —   | 3–2 |
| 4  | Sporting CP      | 6  | 0 | 2 | 4 | 5  | 15 | −10 | 2  |                               |  | 2–2 | 0–3 | 0–0 | —   |

### Bảng B
| VT | Đội              | ST | T | H | B | BT | BB | HS | Đ  | Giành quyền tham dự           |  | ARS | LAZ | SHA | SPR |
| -- | ---------------- | -- | - | - | - | -- | -- | -- | -- | ----------------------------- |  | --- | --- | --- | --- |
| 1  | Arsenal          | 6  | 4 | 1 | 1 | 11 | 8  | +3 | 13 | Đi tiếp vào vòng bảng thứ hai |  | —   | 2–0 | 3–2 | 4–2 |
| 2  | Lazio            | 6  | 4 | 1 | 1 | 13 | 4  | +9 | 13 | Đi tiếp vào vòng bảng thứ hai |  | 1–1 | —   | 5–1 | 3–0 |
| 3  | Shakhtar Donetsk | 6  | 2 | 0 | 4 | 10 | 15 | −5 | 6  | Chuyển qua Cúp UEFA           |  | 3–0 | 0–3 | —   | 2–1 |
| 4  | Sparta Prague    | 6  | 1 | 0 | 5 | 6  | 13 | −7 | 3  |                               |  | 0–1 | 0–1 | 3–2 | —   |

### Bảng C
| VT | Đội        | ST | T | H | B | BT | BB | HS | Đ  | Giành quyền tham dự           |  | VAL | OL  | OLY | HEE |
| -- | ---------- | -- | - | - | - | -- | -- | -- | -- | ----------------------------- |  | --- | --- | --- | --- |
| 1  | Valencia   | 6  | 4 | 1 | 1 | 7  | 4  | +3 | 13 | Đi tiếp vào vòng bảng thứ hai |  | —   | 1–0 | 2–1 | 1–1 |
| 2  | Lyon       | 6  | 3 | 0 | 3 | 8  | 6  | +2 | 9  | Đi tiếp vào vòng bảng thứ hai |  | 1–2 | —   | 1–0 | 3–1 |
| 3  | Olympiacos | 6  | 3 | 0 | 3 | 6  | 5  | +1 | 9  | Chuyển qua Cúp UEFA           |  | 1–0 | 2–1 | —   | 2–0 |
| 4  | Heerenveen | 6  | 1 | 1 | 4 | 3  | 9  | −6 | 4  |                               |  | 0–1 | 0–2 | 1–0 | —   |

### Bảng D
| VT | Đội         | ST | T | H | B | BT | BB | HS | Đ  | Giành quyền tham dự           |  | SG  | GAL | RAN | MON |
| -- | ----------- | -- | - | - | - | -- | -- | -- | -- | ----------------------------- |  | --- | --- | --- | --- |
| 1  | Sturm Graz  | 6  | 3 | 1 | 2 | 9  | 12 | −3 | 10 | Đi tiếp vào vòng bảng thứ hai |  | —   | 3–0 | 2–0 | 2–0 |
| 2  | Galatasaray | 6  | 2 | 2 | 2 | 10 | 13 | −3 | 8  | Đi tiếp vào vòng bảng thứ hai |  | 2–2 | —   | 3–2 | 3–2 |
| 3  | Rangers     | 6  | 2 | 2 | 2 | 10 | 7  | +3 | 8  | Chuyển qua Cúp UEFA           |  | 5–0 | 0–0 | —   | 2–2 |
| 4  | Monaco      | 6  | 2 | 1 | 3 | 13 | 10 | +3 | 7  |                               |  | 5–0 | 4–2 | 0–1 | —   |

### Bảng E
| VT | Đội                 | ST | T | H | B | BT | BB | HS | Đ  | Giành quyền tham dự           |  | DEP | PAN | HAM | JUV |
| -- | ------------------- | -- | - | - | - | -- | -- | -- | -- | ----------------------------- |  | --- | --- | --- | --- |
| 1  | Deportivo La Coruña | 6  | 2 | 4 | 0 | 6  | 4  | +2 | 10 | Đi tiếp vào vòng bảng thứ hai |  | —   | 1–0 | 2–1 | 1–1 |
| 2  | Panathinaikos       | 6  | 2 | 2 | 2 | 6  | 5  | +1 | 8  | Đi tiếp vào vòng bảng thứ hai |  | 1–1 | —   | 0–0 | 3–1 |
| 3  | Hamburg             | 6  | 1 | 3 | 2 | 9  | 9  | 0  | 6  | Chuyển qua Cúp UEFA           |  | 1–1 | 0–1 | —   | 4–4 |
| 4  | Juventus            | 6  | 1 | 3 | 2 | 9  | 12 | −3 | 6  |                               |  | 0–0 | 2–1 | 1–3 | —   |

### Bảng F
| VT | Đội                 | ST | T | H | B | BT | BB | HS | Đ  | Giành quyền tham dự           |  | BAY | PSG | ROS | HIF |
| -- | ------------------- | -- | - | - | - | -- | -- | -- | -- | ----------------------------- |  | --- | --- | --- | --- |
| 1  | Bayern Munich       | 6  | 3 | 2 | 1 | 9  | 4  | +5 | 11 | Đi tiếp vào vòng bảng thứ hai |  | —   | 2–0 | 3–1 | 0–0 |
| 2  | Paris Saint-Germain | 6  | 3 | 1 | 2 | 14 | 9  | +5 | 10 | Đi tiếp vào vòng bảng thứ hai |  | 1–0 | —   | 7–2 | 4–1 |
| 3  | Rosenborg           | 6  | 2 | 1 | 3 | 13 | 15 | −2 | 7  | Chuyển qua Cúp UEFA           |  | 1–1 | 3–1 | —   | 6–1 |
| 4  | Helsingborg         | 6  | 1 | 2 | 3 | 6  | 14 | −8 | 5  |                               |  | 1–3 | 1–1 | 2–0 | —   |

### Bảng G
| VT | Đội               | ST | T | H | B | BT | BB | HS | Đ  | Giành quyền tham dự           |  | AND | MU  | PSV | DK  |
| -- | ----------------- | -- | - | - | - | -- | -- | -- | -- | ----------------------------- |  | --- | --- | --- | --- |
| 1  | Anderlecht        | 6  | 4 | 0 | 2 | 11 | 14 | −3 | 12 | Đi tiếp vào vòng bảng thứ hai |  | —   | 2–1 | 1–0 | 4–2 |
| 2  | Manchester United | 6  | 3 | 1 | 2 | 11 | 7  | +4 | 10 | Đi tiếp vào vòng bảng thứ hai |  | 5–1 | —   | 3–1 | 1–0 |
| 3  | PSV Eindhoven     | 6  | 3 | 0 | 3 | 9  | 9  | 0  | 9  | Chuyển qua Cúp UEFA           |  | 2–3 | 3–1 | —   | 2–1 |
| 4  | Dynamo Kyiv       | 6  | 1 | 1 | 4 | 7  | 8  | −1 | 4  |                               |  | 4–0 | 0–0 | 0–1 | —   |

### Bảng H
| VT | Đội          | ST | T | H | B | BT | BB | HS  | Đ  | Giành quyền tham dự           |  | MIL | LU  | BAR | BJK |
| -- | ------------ | -- | - | - | - | -- | -- | --- | -- | ----------------------------- |  | --- | --- | --- | --- |
| 1  | Milan        | 6  | 3 | 2 | 1 | 12 | 6  | +6  | 11 | Đi tiếp vào vòng bảng thứ hai |  | —   | 1–1 | 3–3 | 4–1 |
| 2  | Leeds United | 6  | 2 | 3 | 1 | 9  | 6  | +3  | 9  | Đi tiếp vào vòng bảng thứ hai |  | 1–0 | —   | 1–1 | 6–0 |
| 3  | Barcelona    | 6  | 2 | 2 | 2 | 13 | 9  | +4  | 8  | Chuyển qua Cúp UEFA           |  | 0–2 | 4–0 | —   | 5–0 |
| 4  | Beşiktaş     | 6  | 1 | 1 | 4 | 4  | 17 | −13 | 4  |                               |  | 0–2 | 0–0 | 3–0 | —   |

## Vòng bảng thứ hai
Tám đội nhất và tám đội nhì từ vòng bảng thứ nhất được bốc thăm vào bốn bảng gồm bốn đội mỗi bảng, mỗi bảng có chứa hai đội nhất bảng và hai đội nhi bảng. Các đội từ cùng quốc gia hoặc từ cùng bảng vòng thứ nhất không thể được bốc thăm với nhau. Hai đội đứng đầu ở mỗi bảng đi tiếp vào vòng tứ kết.

### Bảng A
| VT | Đội               | ST | T | H | B | BT | BB | HS | Đ  | Giành quyền tham dự                 |     | VAL | MU  | SG  | PAN |
| -- | ----------------- | -- | - | - | - | -- | -- | -- | -- | ----------------------------------- | --- | --- | --- | --- | --- |
| 1  | Valencia          | 6  | 3 | 3 | 0 | 10 | 2  | +8 | 12 | Đi tiếp vào vòng đấu loại trực tiếp |     | —   | 0–0 | 2–0 | 2–1 |
| 2  | Manchester United | 6  | 3 | 3 | 0 | 10 | 3  | +7 | 12 | Đi tiếp vào vòng đấu loại trực tiếp |     | 1–1 | —   | 3–0 | 3–1 |
| 3  | Sturm Graz        | 6  | 2 | 0 | 4 | 4  | 13 | −9 | 6  |                                     |     | 0–5 | 0–2 | —   | 2–0 |
| 4  | Panathinaikos     | 6  | 0 | 2 | 4 | 4  | 10 | −6 | 2  |                                     | 0–0 | 1–1 | 1–2 | —   |     |

### Bảng B
| VT | Đội                 | ST | T | H | B | BT | BB | HS | Đ  | Giành quyền tham dự                 |     | DEP | GAL | MIL | PSG |
| -- | ------------------- | -- | - | - | - | -- | -- | -- | -- | ----------------------------------- | --- | --- | --- | --- | --- |
| 1  | Deportivo La Coruña | 6  | 3 | 1 | 2 | 10 | 7  | +3 | 10 | Đi tiếp vào vòng đấu loại trực tiếp |     | —   | 2–0 | 0–1 | 4–3 |
| 2  | Galatasaray         | 6  | 3 | 1 | 2 | 6  | 6  | 0  | 10 | Đi tiếp vào vòng đấu loại trực tiếp |     | 1–0 | —   | 2–0 | 1–0 |
| 3  | Milan               | 6  | 1 | 4 | 1 | 6  | 7  | −1 | 7  |                                     |     | 1–1 | 2–2 | —   | 1–1 |
| 4  | Paris Saint-Germain | 6  | 1 | 2 | 3 | 8  | 10 | −2 | 5  |                                     | 1–3 | 2–0 | 1–1 | —   |     |

### Bảng C
| VT | Đội            | ST | T | H | B | BT | BB | HS | Đ  | Giành quyền tham dự                 |     | BAY | ARS | OL  | SPA |
| -- | -------------- | -- | - | - | - | -- | -- | -- | -- | ----------------------------------- | --- | --- | --- | --- | --- |
| 1  | Bayern Munich  | 6  | 4 | 1 | 1 | 8  | 5  | +3 | 13 | Đi tiếp vào vòng đấu loại trực tiếp |     | —   | 1–0 | 1–0 | 1–0 |
| 2  | Arsenal        | 6  | 2 | 2 | 2 | 6  | 8  | −2 | 8  | Đi tiếp vào vòng đấu loại trực tiếp |     | 2–2 | —   | 1–1 | 1–0 |
| 3  | Lyon           | 6  | 2 | 2 | 2 | 8  | 4  | +4 | 8  |                                     |     | 3–0 | 0–1 | —   | 3–0 |
| 4  | Spartak Moscow | 6  | 1 | 1 | 4 | 5  | 10 | −5 | 4  |                                     | 0–3 | 4–1 | 1–1 | —   |     |

### Bảng D
| VT | Đội          | ST | T | H | B | BT | BB | HS | Đ  | Giành quyền tham dự                 |     | RM  | LU  | AND | LAZ |
| -- | ------------ | -- | - | - | - | -- | -- | -- | -- | ----------------------------------- | --- | --- | --- | --- | --- |
| 1  | Real Madrid  | 6  | 4 | 1 | 1 | 14 | 9  | +5 | 13 | Đi tiếp vào vòng đấu loại trực tiếp |     | —   | 3–2 | 4–1 | 3–2 |
| 2  | Leeds United | 6  | 3 | 1 | 2 | 12 | 10 | +2 | 10 | Đi tiếp vào vòng đấu loại trực tiếp |     | 0–2 | —   | 2–1 | 3–3 |
| 3  | Anderlecht   | 6  | 2 | 0 | 4 | 7  | 12 | −5 | 6  |                                     |     | 2–0 | 1–4 | —   | 1–0 |
| 4  | Lazio        | 6  | 1 | 2 | 3 | 9  | 11 | −2 | 5  |                                     | 2–2 | 0–1 | 2–1 | —   |     |

## Vòng đấu loại trực tiếp

### Nhánh đấu
|  | Tứ kết              | Tứ kết        | Tứ kết   | Tứ kết |   |              | Bán kết | Bán kết | Bán kết | Bán kết |  |  | Chung kết         | Chung kết |
|  |                     |               |          |        |   |              |         |         |         |         |  |  |                   |           |
|  | Galatasaray         | 3             | 0        | 3      |   |              |         |         |         |         |  |  |                   |           |
|  | Real Madrid         | 2             | 3        | 5      |   |              |         |         |         |         |  |  |                   |           |
|  | Real Madrid         | 2             | 3        | 5      |   | Real Madrid  | 0       | 1       | 1       |         |  |  |                   |           |
|  |                     |               |          |        |   | Real Madrid  | 0       | 1       | 1       |         |  |  |                   |           |
|  |                     | Bayern Munich | 1        | 2      | 3 |              |         |         |         |         |  |  |                   |           |
|  | Manchester United   | Bayern Munich | 1        | 2      | 3 | 0            | 1       | 1       |         |         |  |  |                   |           |
|  | Manchester United   |               |          |        |   | 0            | 1       | 1       |         |         |  |  |                   |           |
|  | Bayern Munich       | 1             | 2        | 3      |   |              |         |         |         |         |  |  |                   |           |
|  |                     |               |          |        |   |              |         |         |         |         |  |  | Bayern Munich (p) | 1 (5)     |
|  |                     |               | Valencia | 1 (4)  |   |              |         |         |         |         |  |  |                   |           |
|  | Leeds United        | 3             | 0        | 3      |   |              |         |         |         |         |  |  |                   |           |
|  | Deportivo La Coruña | 0             | 2        | 2      |   |              |         |         |         |         |  |  |                   |           |
|  | Deportivo La Coruña | 0             | 2        | 2      |   | Leeds United | 0       | 0       | 0       |         |  |  |                   |           |
|  |                     |               |          |        |   | Leeds United | 0       | 0       | 0       |         |  |  |                   |           |
|  |                     | Valencia      | 0        | 3      | 3 |              |         |         |         |         |  |  |                   |           |
|  | Arsenal             | Valencia      | 0        | 3      | 3 | 2            | 0       | 2       |         |         |  |  |                   |           |
|  | Arsenal             |               |          |        |   | 2            | 0       | 2       |         |         |  |  |                   |           |
|  | Valencia (a)        | 1             | 1        | 2      |   |              |         |         |         |         |  |  |                   |           |

### Tứ kết
| Đội 1             | TTS     | Đội 2               | Lượt đi | Lượt về |
| ----------------- | ------- | ------------------- | ------- | ------- |
| Leeds United      | 3–2     | Deportivo La Coruña | 3–0     | 0–2     |
| Arsenal           | 2–2 (a) | Valencia            | 2–1     | 0–1     |
| Galatasaray       | 3–5     | Real Madrid         | 3–2     | 0–3     |
| Manchester United | 1–3     | Bayern Munich       | 0–1     | 1–2     |

### Bán kết
| Đội 1        | TTS | Đội 2         | Lượt đi | Lượt về |
| ------------ | --- | ------------- | ------- | ------- |
| Leeds United | 0–3 | Valencia      | 0–0     | 0–3     |
| Real Madrid  | 1–3 | Bayern Munich | 0–1     | 1–2     |

### Chung kết
| Bayern Munich                                                                    | 1–1    | Valencia                                                                   |
| -------------------------------------------------------------------------------- | ------ | -------------------------------------------------------------------------- |
| Effenberg 50' (ph.đ.)                                                            | Report | Mendieta 3' (ph.đ.)                                                        |
| Loạt sút luân lưu                                                                |        |                                                                            |
| Paulo Sérgio · Salihamidžić · Zickler · Andersson · Effenberg · Lizarazu · Linke | 5–4    | Mendieta · Carew · Zahovič · Carboni · Baraja · Kily González · Pellegrino |

## Thống kê
Thống kê không tính đến vòng loại.

### Các cầu thủ ghi bàn hàng đầu
| Hạng | Cầu thủ           | Đội                 | Số bàn thắng | Số phút đã chơi |
| ---- | ----------------- | ------------------- | ------------ | --------------- |
| 1    | Raúl              | Real Madrid         | 7            | 995             |
| 2    | Marco Simone      | Monaco              | 6            | 505             |
| 2    | Rivaldo           | Barcelona           | 6            | 523             |
| 2    | Giovane Élber     | Bayern Munich       | 6            | 1034            |
| 2    | Paul Scholes      | Manchester United   | 6            | 1042            |
| 2    | Lee Bowyer        | Leeds United        | 6            | 1170            |
| 2    | Iván Helguera     | Real Madrid         | 6            | 1232            |
| 2    | Mário Jardel      | Galatasaray         | 6            | 1240            |
| 9    | Filippo Inzaghi   | Juventus            | 5            | 431             |
| 9    | Claudio López     | Lazio               | 5            | 464             |
| 9    | Frode Johnsen     | Rosenborg           | 5            | 509             |
| 9    | Christian         | Paris Saint-Germain | 5            | 586             |
| 9    | Walter Pandiani   | Deportivo La Coruña | 5            | 664             |
| 9    | Teddy Sheringham  | Manchester United   | 5            | 720             |
| 9    | Nicolas Anelka    | Paris Saint-Germain | 5            | 734             |
| 9    | Juan Sánchez      | Valencia            | 5            | 1018            |
| 9    | Tomasz Radzinski  | Anderlecht          | 5            | 1021            |
| 9    | Andriy Shevchenko | Milan               | 5            | 1080            |
| 9    | Luís Figo         | Real Madrid         | 5            | 1205            |
| 9    | Mehmet Scholl     | Bayern Munich       | 5            | 1207            |
| 9    | Alan Smith        | Leeds United        | 5            | 1248            |

Nguồn:

### Kiến tạo hàng đầu
| Hạng | Cầu thủ            | Đội                 | Số pha kiến tạo | Số phút đã chơi |
| ---- | ------------------ | ------------------- | --------------- | --------------- |
| 1    | Luís Figo          | Real Madrid         | 8               | 1205            |
| 2    | Gaizka Mendieta    | Valencia            | 7               | 1232            |
| 3    | Ian Harte          | Leeds United        | 6               | 1350            |
| 4    | Jan-Derek Sørensen | Rosenborg           | 4               | 540             |
| 4    | Laurent Robert     | Paris Saint-Germain | 4               | 804             |
| 4    | Demetrio Albertini | Milan               | 4               | 810             |
| 4    | Pavel Nedved       | Lazio               | 4               | 889             |
| 4    | Jan Koller         | Anderlecht          | 4               | 965             |
| 4    | David Beckham      | Manchester United   | 4               | 987             |
| 4    | Giovane Élber      | Bayern Munich       | 4               | 1034            |
| 4    | Mark Viduka        | Leeds United        | 4               | 1225            |

Nguồn: